# Chaetocnema cognata
Chaetocnema cognata (лат.) — вид жуков-листоедов (Chrysomelidae) рода Chaetocnema трибы земляные блошки из подсемейства козявок (Galerucinae). Юго-Восточная Центральная Азия: Индия, Китай, Пакистан, Таиланд, Шри-Ланка.

## Описание
Длина 1,70—2,00 мм, ширина 0,95—1,05 мм. Соотношение максимальной ширины обоих надкрылий к максимальной ширине пронотума 1,00—1,05. Переднеспинка и надкрылья бронзоватые. Ноги в основном желтовато-коричневые (лапки и голени жёлтые). 1-11-й членики жгутика усика жёлтые (1-5) или желтовато-коричневые. Голова гипогнатная (ротовые органы направлены вниз). От других видов рода (Chaetocnema afghana и Chaetocnema eastafghanica) отличается вытянутой формой тела, пунктировкой надкрылий и строением гениталий самцов. Фронтолатеральная борозда отсутствует.
Средние и задние голени с выемкой на наружной стороне перед вершиной. Лобные бугорки не развиты. Переднеспинка без базальной бороздки. Вид был впервые описан в 1877 году британским энтомологом Джозефом Бейли (Joseph Sugar Baly, 1816–1890) по материалам из высокогорной Индии. Валидный статус был подтверждён в 2011 году в ходе ревизии палеарктической фауны рода Chaetocnema, которую провели энтомологи Александр Константинов (Systematic Entomology Laboratory, USDA, c/o Smithsonian Institution, National Museum of Natural History, Вашингтон, США), Андрес Баселга (Andrés Baselga; Departamento de Zoología, Facultad de Biología, Universidad de Santiago de Compostela, Santiago de Compostela, Испания), Василий Гребенников (Ottawa Plant Laboratory, Canadian Food Inspection Agency, Оттава, Канада) с соавторами (Jens Prena, Steven W. Lingafelter).